# Беліш
Беліш (рум. Beliș) — село у повіті Клуж в Румунії. Входить до складу комуни Беліш.
Село розташоване на відстані 345 км на північний захід від Бухареста, 44 км на захід від Клуж-Напоки.

## Населення
За даними перепису населення 2002 року у селі проживали 525 осіб, з них 523 особи (99,6%) румунів. Рідною мовою 524 особи (99,8%) назвали румунську.